# Hans-Heinrich Ottens
Hans-Heinrich Ottens (* 20. Mai 1924 in Celle; † 20. Juli 2001 in Schwienau) war ein deutscher Politiker (CDU). Er war von 1986 bis 1994 Abgeordneter im Landtag von Niedersachsen.
Ottens besuchte die Volksschule Lachendorf und danach die Mittelschule in Celle. Er absolvierte eine landwirtschaftliche Lehre und war von Oktober 1942 bis Mai 1945 als Soldat an der Ostfront. 
Am 27. September 1942 beantragte er die Aufnahme in die NSDAP und wurde rückwirkend zum 1. September desselben Jahres aufgenommen (Mitgliedsnummer 9.231.849). 
Bis Oktober 1949 befand er sich danach in sowjetischer Kriegsgefangenschaft. Nach seiner Rückkehr setzte er seine berufliche Ausbildung fort. 1952 übernahm er einen landwirtschaftlichen Betrieb in Linden. Ottens trat 1968 der CDU bei. Seit 1971 war er Vorsitzender des CDU-Ortsverbandes Ebstorf und von 1964 bis 1972 Ratsherr der Gemeinde Linden. Ab 1972 war Ottens zudem Bürgermeister der Gemeinde Schwienau. Am 21. Juni 1986 zog er in den Niedersächsischen Landtag ein, dem er in der elften und zwölften Wahlperiode bis zum 20. Juni 1994 angehörte. Vom 16. Juni bis zu seinem Ausscheiden aus dem Landtag war er Vorsitzender des Wahlprüfungsausschusses.
Er erhielt das Verdienstkreuz am Bande des Verdienstordens der Bundesrepublik Deutschland.